# La Parenthèse
Pour les articles homonymes, voir La Parenthèse (homonymie).
La Parenthèse est une bande dessinée autobiographique d'Élodie Durand.

## Thème
D'après Actuabd, « la Parenthèse est un témoignage poignant d’une jeune fille terrassée par une tumeur au cerveau, provoquant épilepsie et déréglant sa personnalité et sa mémoire ». Ce récit est autobiographique. 
Le récit « a pour fil rouge une mémoire de plus en plus défaillante ». 

## Récompenses
- Prix Nouvelle République 2010 du festival BD Boum de Blois[3]
- Fauve d'Angoulême 2011 - Prix Révélation[4], ex aequo avec Trop n'est pas assez de Ulli Lust
- Prix BD des lecteurs de Libération 2011[5]
- Prix de la meilleure bande dessinée francophone du Festival d'Angoulême : le choix polonais 2011 décerné à Cracovie